# Krzymów (powiat piaseczyński)
Krzymów – osada leśna w Polsce położona w województwie mazowieckim, w powiecie piaseczyńskim, w gminie Góra Kalwaria.
W latach 1975–1998 miejscowość administracyjnie należała do województwa warszawskiego.